# Sontsivka
Sontsivka (en ucraïnès: Сонцівка, en rus: Сонцовка, Sontsovka), és un petit poble del districte o raion de Pokrovsk (Покровський район), antigament districte o povit de Bakhmut (Бахмутський повіт, Bakhmutski povit), a l'óblast de Donetsk, a Ucraïna. És sobretot conegut per ser el lloc on va néixer i va passar tretze anys de la seva joventut Serguei Prokófiev.
Se situa prop d'un riu petit anomenat Vovtxa (Вовча), un afluent del Samara (Сама́ра), conca del Dnièper. Completament envoltat de l'estepa ucraïnesa il·limitada, coberta de flors a la primavera, flors ja pansides sota el sol de juny. Les planes
pelades cobertes d'herba són tallades per barrancs i corrents silenciosos. A l'hivern, es desencadenen els vents i les tempestes de neu.
Al final del segle xix, el districte Bakhmut, ric en carbó i sal, es començà a desenvolupar ràpidament. Cobert per una densa xarxa de ferrocarrils, mines, i fàbriques. Els trens carregats amb carbó des de Donetsk passaven per Debàltseve, Hryxyne i Rutxenkove, a uns 25 km de Sontsivka. No gaire lluny, a Iuzivka (Юзівка, ara la ciutat de Donetsk), sobresortien els alts forns de les fàbriques metal·lúrgiques més grans de l'imperi Rus. Els trens portaven multituds de camperols arruïnats a aquesta regió a la recerca de feina.
Però Sontsivka romania apartat de la vida industrial. A les seves cabanes d'argila empallades, els camperols encara parlaven d'impostos, de sequera. No lluny del poble hi havia la propietat del terratinent Sontsov. El Sontsovs no vivien en aquest lloc remot i solitari, sinó que confiava la seva administració totalment a un masover. Des del començament del 1880, la propietat era sota supervisió d'un agrònom, Serguei Alekséievitx Prokófiev, un home alt, d'ulleres amb una gruixuda barba, pare de Prokófiev.